# Hermeville
Hermeville település Franciaországban, Seine-Maritime megyében. Lakosainak száma 348 fő (2022. január 1.). Hermeville Angerville-l’Orcher, Criquetot-l’Esneval, Manéglise, Notre-Dame-du-Bec, Rolleville, Turretot és Vergetot községekkel határos.

## Népesség
A település népességének változása:
| Lakosok száma | 369  | 367  | 378  | 366  | 360  | 355  | 354  | 351  | 348  |
|               | 2013 | 2015 | 2016 | 2017 | 2018 | 2019 | 2020 | 2021 | 2022 |